# Золотарёв, Владимир Ефимович
Владимир Ефимович Золотарёв — советский футболист.
Воспитанник харьковского футбола. В довоенные годы выступал за «Динамо» (Харьков).
Был эвакуирован в Молотов и выступал за «Крылья Советов», откуда был приглашён в «Торпедо» (Москва), за который и провёл свой первый матч в высшей лиге — 17 августа 1946 года против «Крылья Советов» (Москва) (0:0).
Три сезона провел в куйбышевских «Крылья Советов». Участник матча открытия стадиона «Динамо», состоявшегося 3 сентября 1948 года, между «Крыльями Советов» и киевским «Динамо» (1:0).
В 1956 году тренировал клубный «Металлург» (Одесса), где чемпионате Одесской области стал чемпионом, а в турнире Чемпионат Одессы по футболу стал вице-чемпионом, в той команде выступал Леонид Чеботарёв.